# Pelopidas
Pelopidas (410 f.Kr. – 364 f.Kr.) var en embedsmand og general fra Theben.

## Baggrund
Pelopidas var søn af Hippoclus og kom fra et velhavende højklassesamfund.
Da han var kom i hæren, steg han hurtigt i rang. Pelopidas er bl.a. kendt for at skabe en alliance mod Sparta, den mægtigste stat. De to største stater i alliancen var thebanerne og arkadierne.
Plutarch beskriver Pelopidas som en af de mest loyale og frygtløse krigere gennem tiderne, som altid satte sit folk og land foran sig selv. Derfor var han meget respekteret af sit folk. Penge betød intet for ham. Da hans venner prøvede at overbevise ham om, at penge er nødvendige, svarede han blot ”Ja, for den mand der” og pegede på en blind og lam mand.

## Historisk kontekst
I Grækenland fik en række begivenheder betydning for Pelopidas: Cleomenes d. 2. slog sin bror Agesipolis d. 2. af tronen som "agiad", konge af Sparta. Der var to kongelinjer: agiaderne og eurypontiderne. De stammer fra Eurysthenes og Procles, som begge nedstammer fra Heracles. Agiaderne var eurypontiderne overlegne. Kong Agesilaus kom på tronen i Sparta.
Han indledte et angreb på Arkadien. Arkadierne blev afvist hjælp af Athen og vendte sig imod Theben, som accepterede at hjælpe. Epaminodas fra Theben kom med en hær med Pelopidas som general, men han fandt ud af, at spartanerne havde forladt Arkadien, og valgte at forfølge dem.
Med hjælp fra Theben blev den arkadiske by Megalopolis bygget færdig, og byen blev et demokrati.

## Bedrifter
Plutarch har angivet, at Pelopidas første gang var i krig i 384 f.Kr. mod spartanerne ved Mantineia. Han blev hårdt kvæstet, men reddet af den arkadiske hær.
I 383 blev Thebens fæstning angrebet af spartanerne, og Pelopidas måtte flygte til Athen. Han samlede en hær i Athen for at gå i krig, og i 379 angreb den, og spartanerne måtte overgive sig. Han blev udnævnt til boeotarch og samlede en elitehær på 300 soldater, der slog spartanerne ved Leuctra; det var et af de første tegn på, at spartanerne ikke længere var overlegne i krigsførelse.
I 369 drog Pelopidas og thebenerne i krig igen, nu mod den makedoniske stormagt under Alexander. De vandt det første slag, men Alexander angreb og tog Pelopidas til fange. Først efter to ekspeditioner fik thebenerne Pelopidas tilbage.
I 367 mødtes Alexander og Pelopidas for at forhandle, men Pelopidas søgte at dræbe Alexander, men Alexanders vagter dræbte Pelopidas på stedet.

## Pelopidas' indflydelse på eftertiden
Thebens folk var i sorg efter Pelopidas' død. Det førte til en samling af en hær på 7000 soldater for at få hævn. Alexander var svækket og måtte overgive sig til thebenerne og underordne sig de thebenske generaler.